# Diócesis de Kiyinda-Mityana
La diócesis de Kiyinda-Mityana (en latín: Dioecesis Kiyindana-Mityanana, en inglés: Roman Catholic Diocese of Kiyinda-Mityana) es una circunscripción eclesiástica de la Iglesia católica en Uganda. Se trata de una diócesis latina, sufragánea de la arquidiócesis de Kampala. Desde el 23 de octubre de 2004 su obispo es Joseph Anthony Zziwa.

## Territorio y organización
La diócesis tiene 11 965 km² y extiende su jurisdicción sobre los fieles católicos de rito latino residentes en los distritos de Kiboga, Mityana y Mubende en la región Central.
La sede de la diócesis se encuentra en la ciudad de Mityana, en donde se halla la Catedral de San Noé Mawaggali.
En 2019 en la diócesis existían 28 parroquias.

## Historia
La diócesis fue erigida el 17 de julio de 1981 con la bula Ut populi Dei del papa Juan Pablo II, obteniendo el territorio de la arquidiócesis de Kampala.

## Estadísticas
Según el Anuario Pontificio 2020 la diócesis tenía a fines de 2019 un total de 598 740 fieles bautizados.
| Año                                                                             | Población            | Población | Población      | Sacerdotes | Sacerdotes    | Sacerdotes    | Bautizados por sacerdote | Diáconos permanentes | Religiosos | Religiosos | Parroquias |
| Año                                                                             | Bautizados católicos | Total     | % de católicos | Total      | Clero secular | Clero regular | Bautizados por sacerdote | Diáconos permanentes | Varones    | Mujeres    | Parroquias |
| ------------------------------------------------------------------------------- | -------------------- | --------- | -------------- | ---------- | ------------- | ------------- | ------------------------ | -------------------- | ---------- | ---------- | ---------- |
| 1988                                                                            | 310 221              | 649 000   | 47.8           | 52         | 41            | 11            | 5965                     |                      | 15         | 66         | 15         |
| 1999                                                                            | 317 000              | 677 000   | 46.8           | 72         | 64            | 8             | 4402                     |                      | 21         | 110        | 21         |
| 2000                                                                            | 316 000              | 677 000   | 46.7           | 77         | 69            | 8             | 4103                     |                      | 21         | 108        | 21         |
| 2001                                                                            | 313 464              | 700 000   | 44.8           | 75         | 68            | 7             | 4179                     |                      | 19         | 94         | 21         |
| 2002                                                                            | 317 763              | 725 400   | 43.8           | 72         | 64            | 8             | 4413                     |                      | 20         | 128        | 23         |
| 2003                                                                            | 325 954              | 796 933   | 40.9           | 70         | 59            | 11            | 4656                     |                      | 24         | 113        | 23         |
| 2004                                                                            | 337 963              | 829 488   | 40.7           | 73         | 61            | 12            | 4629                     |                      | 21         | 112        | 23         |
| 2006                                                                            | 363 144              | 882 000   | 41.2           | 87         | 74            | 13            | 4174                     |                      | 30         | 132        | 23         |
| 2007                                                                            | 374 000              | 910 000   | 41.1           | 97         | 82            | 15            | 3855                     | 5                    | 29         | 123        | 25         |
| 2013                                                                            | 526 130              | 1 395 400 | 37.7           | 114        | 106           | 8             | 4615                     |                      | 25         | 113        | 27         |
| 2016                                                                            | 558 688              | 1 471 926 | 38.0           | 133        | 125           | 8             | 4200                     |                      | 22         | 138        | 28         |
| 2019                                                                            | 598 740              | 1 575 650 | 38.0           | 137        | 130           | 7             | 4370                     |                      | 42         | 134        | 28         |
| Fuente: Catholic-Hierarchy, que a su vez toma los datos del Anuario Pontificio. |                      |           |                |            |               |               |                          |                      |            |            |            |

## Episcopologio
- Emmanuel Wamala (17 de julio de 1981-21 de junio de 1988 nombrado arzobispo coadjutor de Kampala)
- Joseph Mukwaya † (21 de junio de 1988-23 de octubre de 2004 renunció)
- Joseph Anthony Zziwa, por sucesión el 23 de octubre de 2004